# آشا (مدينة روسية)
آشا (بالروسية: Аша) هي إحدى مدن روسيا في الكيان الفدرالي الروسي تشيليابينسك أوبلاست.